# Ivan Hržič
Ivan Hržič - Dušan, slovenski partizan in politični komisar, * 11. januar 1919, † 11. november 1945.
Kot pripadnik Cankarjeve brigade je bil eden izmed odposlancev, ki so se udeležili Zbora odposlancev slovenskega naroda v Kočevju.